# Aurel Vlaicu
Aurel Vlaicu (ur. 19 listopada 1882 w Binținți, zm. trag. 13 września 1913 w okolicy Bănești) – rumuński konstruktor i wynalazca, pionier lotnictwa.

## Życiorys
Urodzony w wiejskiej rodzinie w Transylwanii. Od dziecka zainteresowany lotnictwem (konstruował modele latające). Ukończył studia w Monachium. Pierwsza praca w fabryce Opla, gdzie zaproponował dyrekcji budowę aeroplanów (nie zgodził się jednak na przejęcie patentu przez firmę, a więc sprawa zakończyła się niepowodzeniem). Opatentował w tym czasie m.in. nowy typ gaźnika. Po zakończeniu pracy powrócił do rodzinnej wsi, gdzie oddał się pracom konstrukcyjnym nad aeroplanem. W 1909 zbudował pierwszy próbny model bez silnika. Był on całkowicie zdolny do lotu. Odbył m.in. lot ze swoją siostrą Walerią. Była ona prawdopodobnie pierwszą na świecie kobietą, która weszła na pokład samolotu i uczestniczyła w locie. Następny model samolotu o nazwie Vlaicu I, zbudował w pracowni Arsenału Armii w Bukareszcie. Projekt był bardzo udany. Również silnik (Gnom) był jednym z ówcześnie technicznie najlepszych. Próbne loty na polach Cotroceni pod Bukaresztem odbyły się w 1910 i były całkowitym sukcesem. We wrześniu 1910 wykorzystano aeroplan podczas manewrów wojskowych (Rumunia była w tym zakresie drugim krajem na świecie). Vlaicu I odbył wtedy lot na trasie Slatina – Piatra Olt. W 1911 Vlaicu zademonstrował maszynę Vlaicu II podczas międzynarodowego konkursu lotniczego Aspern - Wiedeń. Zdobył pierwsze miejsce (wraz z Rolandem Garrosem) w kategorii ostrych zwrotów, pierwsze w locie do celu nieruchomego i drugie w próbie lądowania w określonym miejscu. W 1913 przygotował pionierski projekt samolotu Vlaicu III o konstrukcji prawie całkowicie metalowej, co było wybiegnięciem daleko w technologiczną przyszłość. Projektami inżyniera zainteresowała się firma Marconi Company (seryjna produkcja Vlaicu II). Pomysł ten jednak nie wyszedł z fazy wstępnej. Aurel Vlaicu zginął w swojej maszynie podczas pionierskiej próby przelotu nad Karpatami we Vlaicu II.